# 김진호 (수영 선수)
김진호(1986년 2월 28일 ~)은 대한민국의 수영 선수이다.

## 생애
- 대한민국의 前 수영 선수이며, 자폐성 장애를 가지고 있어서 한때 '수영의 말아톤'이라고도 불린 선수다. 뛰어난 수영 실력과 자폐아라는 이야기, 훤칠한 외모와 몸매로 화제가 되기도 했다.

## 선수 경력
- 2005년 체코에서 열린 장애인 세계선수권 대회에서 한국의 자폐 선수로는 최초로 우승했다.

## 학력
- 부산체육고등학교 (졸업)

## 가족 관계
- 아버지 : 김기복
- 어머니 : 유현경 (1960년 ~)